# Каянза (провінція)
Каянза — одна з 17 провінцій Бурунді. Адміністративний центр провінції — місто Каянза.

## Комуни
Провінція поділяється на такі комуни:
- Бутаганзва
- Гахомбо
- Гатара
- Кабароре
- Каянза
- Матонго
- Муганга
- Мурута
- Ранго

2°55′ пд. ш. 29°37′ сх. д. / 2.917° пд. ш. 29.617° сх. д.
| Бурунді | Це незавершена стаття з географії Бурунді. Ви можете допомогти проєкту, виправивши або дописавши її. |